# Amtsgericht Wunstorf
Das Amtsgericht Wunstorf war ein Gericht der ordentlichen Gerichtsbarkeit in Wunstorf.
Nach der Revolution von 1848 wurde im Königreich Hannover die Rechtsprechung von der Verwaltung getrennt und die Patrimonialgerichtsbarkeit abgeschafft.
Das Amtsgericht wurde daraufhin mit der Verordnung vom 7. August 1852 die Bildung der Amtsgerichte und unteren Verwaltungsbehörden betreffend als königlich hannoversches Amtsgericht gegründet.
Es umfasste das Amt Blumenau zu Wunstorf.
Das Amtsgericht war dem Obergericht Hannover untergeordnet. Es wurde 1859 aufgehoben und sein Gerichtsbezirk teilweise dem des Amtsgerichtes Hannover und teilweise dem des Amtsgerichtes Neustadt am Rübenberge zugeordnet.